# ルチャシネマ

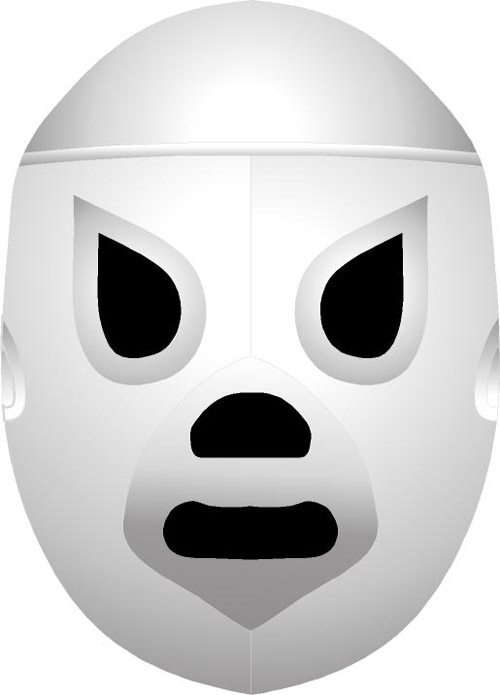
エル・サントのマスク。エル・サントは、20世紀メキシコを代表するレスラーであり、50本以上の映画に出演した、ルチャシネマを代表するスターでもあった。

ルチャシネマ（またはルチャフィルム）とはメキシコで製作される映画の中でも特にプロレスラーが主演をしている映画のことを指す。

## 概要
メキシコでのプロレスの名称であるルチャリブレと映画を意味するシネマからの合成語であるが、マサラ映画などに比べてその浸透度は低い。ホラー、SF、スパイ映画とも結びついて、とてつもないストーリー展開をするものが多く、日本でもごく一部でカルト的な人気を持っている。

## 出演者
主な出演者にはミル・マスカラス、ドス・カラス兄弟や故エル・サント、その息子であるエル・イホ・デル・サントなどが挙げられる。

## 日本での享受
日本ではミル・マスカラス主演の『愛と宿命のルチャ』がBOX東中野で公開され、TBSの深夜映画枠で『ミル・マスカラスの幻の美女とチャンピオン』が放映された。また、何本かのルチャシネマがDVDビデオなどで発売されている。